# البحيرة (إسبانيا)
بلدية البُحَيرة (بالإسبانية: La Albuera)‏، هي إحدى بلديات مقاطعة بطليوس، التي تقع في منطقة إكستريمادورا، والتي تقع في غرب إسبانيا.
يبلغ عدد سكانها 1.799 نسمة وفقاً لإحصائية سنة (2002).